# Замок Балліраггет
Замок Балліраггет (англ. Ballyragget Castle) — один із замків Ірландії, розташований в графстві Кілкенні, недалеко від селища Балліраггет, за 18 км від м. Кілкенні. Нині замок закритий для широкої публіки — в першу чергу з міркувань безпеки. Замок знаходиться в досить поганому стані і є загроза руйнації. Питання з реставрацією замку досі не вирішене. Замок збудований з дикого тесаного каменю, переважно з вапняку. Головний вхід в замок зроблений в готичному стилі. Поруч біля замку були інші давні споруди і будинки, які нині втрачені. Біля замку є стародавній хлів, який досі використовується за призначенням.

## Історія замку Балліраггет
Замок Балліраггет також відомий як замок Батлер. Замок являє собою зруйновану квадратну вежу-будинок, має оборонні стіни з кутовими вежами. Отримав свою назву від норманського феодала Річарда де Раггета, що володів цими землями в ХІІІ столітті. Замок знаходиться на території приватних володінь, тому закритий для відвідування широкої публіки.
Замок Балліраггет був побудований в 1495 році родиною Монтгаррет. У 1600 році у замку був гарнізон сера Джорджа Кар'ю, що воював проти родини Монтгаррет, яка була в опозиції до корони Англії. Замок був колись резиденцією леді Маргарет Фіцджеральд — графині Ормонд. У ньому збереглося кам'яне крісло Маргарет на вершині замку, з якого вона колись оглядала свої володіння. Замок колись відігравав стратегічно важливу роль для оборони цих земель і володінь. Він був предметом чвар між англійцями, ірландцями та різними аристократами Ірландії — в першу чергу між графами Ормонд, Кілдер, родинами Батлер та ФітцДжеральд. У замку і навколо нього неодноразово відбувалися кровопролитні події в XVI—XVII століттях.
Історію замку Балліраггет досліджувала Енда Хуліган. Є легенда про замок Балліраггет. Згідно з цією легендою, якщо посидіти в кам'яному кріслі замку і загадати бажання, то це бажання обов'язково збудеться.
Одним з каштелянів замку був Кол Даніел Акстелл, що потім став офіцером Олівера Кромвеля. Він потрапив до рук роялістів, його катували і потім вбили, за те що він приховав таємницю місцезнаходження скарбів родини Монтгаррет. Роялісти повісили його на ярмарку в м. Грін. Існує легенда про прокляття, яке впало на родину Монтгаррет і змусило їх покинути замок, про підземелля які є під замком і про привидів, які з'являються в замку.
У XVIII столітті, зокрема у 1775 році біля замку були сутички повсталих орендарів, які були незадоволені політикою землевласників. Повстанців очолював Мур з Гіггінстоуна.